# Armeegruppe Fretter-Pico
L'Armeegruppe Fretter-Pico désigna durant la Seconde Guerre mondiale du nom de son commandant, le général Maximilian Fretter-Pico, le regroupement d'une armée allemande et d'un armée hongroise, l'ensemble au sein de la Heer (armée de terre) de la Wehrmacht.

## Zones d'opérations
- Front de l'Est : Septembre 1944 - Novembre 1944

## Ordre de bataille
septembre 1944
- 6. Armee
- 2e armée hongroise

novembre 1944
- 6. Armee
- 3e armée hongroise